# كهف فيترنيتسا
كهف فيترنيتسا هو أكبر كهف في البوسنة والهرسك، وأكثر الكهوف تنوعًا بيولوجيًا في العالم. وهي جزء من سلسلة جبال الألب الدينارية، والتي تشتهر بميزاتها الكارستية وتطور الكهوف. يقع الكهف في حقل بوبوفو في هرتزغوين الشرقية في اتحاد البوسنة والهرسك.

## وصلات خارجية
- Vjetrenica, official homepage
- Pećina Vjetrenica on showcaves.com